# Nikolaus van der Pas
Nikolaus van der Pas (* 11. Juni 1943 in München) ist ein deutscher Ökonom und EU-Beamter. Seit 2006 ist er Generaldirektor der Generaldirektion Beschäftigung, soziale Angelegenheiten und Gleichberechtigung der Europäischen Kommission. Später war er bis zu seiner Pensionierung Generaldirektor zuständig für Bildung und Kultur.
Van der Pas studierte Wirtschaftswissenschaften in Brüssel. Nach seinem Abschluss als Master war er zunächst bis 1963 in der Privatwirtschaft tätig, bevor er in den Dienst der Europäischen Kommission trat. Nach verschiedenen Positionen übernahm er 1999 erstmals das Amt eines Generaldirektors.